# Věc Makropulos
Věc Makropulos (en txec, El cas Makropoulos) és una òpera amb música de Leoš Janáček i llibret del mateix compositor, basada en l'obra de teatre homònima, escrita l'any 1922 per Karel Čapek. Es va estrenar el 18 de desembre de 1926 al Teatre Mahen de Brno dirigida per František Neumann. Va ser la penúltima òpera de Janáček, inspirada pel seu enamorament de Kamila Stösslová, una dona casada, 35 anys més jove que ell.

## Història de la composició
Janáček havia vist l'obra al principi de la seva representació a Praga el 10 de desembre de 1922 i immediatament va veure el seu potencial com a òpera. Va entrar en correspondència amb Čapek, que va ser complaent amb la idea, tot i que els problemes legals per assegurar els drets de l'obra van retardar el treball. Quan aquests problemes es van resoldre el 10 de setembre de 1923, Janáček hi va començar a treballar. El desembre de 1924, havia acabat el primer esborrany de l'obra. Va passar un any més perfeccionant la partitura, abans de completar-la el 3 desembre 1925.
Musicalment, bona part de la peça té poc desenvolupament temàtic, en canvi, presenta a l'oient una gran quantitat de motius i idees diferents. Els escrits de Janáček indiquen que es tractava d'un estratagema deliberat per donar una encarnació musical al personatge principal disruptiu i inquietant Emilia Marty/Elina Makropulos. Només al final de l'acte final, quan es revela la vulnerabilitat de Makropulos, la música aprofita i desenvolupa la rica vena lírica que l'ha impulsat.

## Representacions
Janáček va anar fent ajustaments a la partitura gairebé fins a l'estrena al Teatre Nacional de Brno el 18 de desembre de 1926, sota la direcció de František Neumann i amb Alexandra Čvanová com a Emilia. Va ser la darrera estrena a la qual va assistir el compositor i va obtenir un veritable èxit.
Dos anys després de la seva estrena, l'òpera es va presentar a Praga, i també a Alemanya el 1929, però no es va fer realment popular fins a una producció de la companyia Sadler's Wells a Londres el 1964, dirigida per Charles Mackerras amb Marie Collier com Emilia Marty. Tot i que s'interpreta amb certa regularitat, no ha passat a formar part del repertori bàsic de l'òpera de la mateixa manera que ho han fet Jenůfa, Káťa Kabanová o La guineueta astuta.
El 1966 es va estrenar a Itàlia en el seu idioma txec original al Teatro della Pergola de Florència.
El 1966, l'⁣Òpera de San Francisco va oferir les primeres actuacions als Estats Units (en una traducció a l'anglès), també amb Marie Collier en el paper principal. La primera actuació a la ciutat de Nova York va ser el desembre de 1967, a càrrec de la Little Orchestra Society amb Naděžda Kniplová com Emilia Marty. La primera producció de l'òpera de l'Òpera Metropolitana, en una traducció a l'anglès, va tenir la seva nit d'estrena el 5 de gener de 1996, però va acabar prematurament només uns minuts a l'acte 1 quan el tenor Richard Versalle, de 63 anys, mentre pujava els sis metres de l'escala que formava part del conjunt, va caure d'un infart, immediatament després de cantar la frase de Vitek: "Llàstima que només puguis viure tant de temps". La seva mort es va informar aquella mateixa tarda. La segona representació programada el 8 de gener de 1996 es va cancel·lar a causa de l'extrem temps hivernal, i la primera representació completa de la producció de l'Òpera Metropolitana no va tenir lloc fins a l'11 de gener de 1996. Les primeres representacions del Metropolitan Opera de l'obra en txec original van tenir lloc l'abril de 1998.
Tomáš Šimerda va dirigir una versió de l'òpera el 2001 per a la televisió txeca, amb Gabriela Beňačková com a Emilia Marty, i un repartiment que incloïa Roman Sadnik, Jan Hladík, Zdeněk Šmukař, Monika Brychtová i Pavel Kamas, amb el cor i l'orquestra del Teatre Nacional de Brno sota la direcció d'Oliver von Dohnányi. L'òpera s'ha representat dues vegades a The Proms, l'agost de 1995 (la producció de Glyndebourne presentada en concert al Royal Albert Hall) i l'agost de 2016 (amb la BBC Symphony Orchestra, en versió de concert semi-escenificada).
Karita Mattila va cantar el paper principal en una producció de l'Òpera de San Francisco el novembre de 2010. La producció es va filmar en directe i després es va reproduir gratuïtament durant dos dies el juliol del 2020 durant el bloqueig de la pandèmia de COVID-19. Mattila va repetir el paper a la Metropolitan Opera l'abril de 2012, a Hèlsinki a l'Òpera Nacional de Finlandia d'agost-setembre de 2012, i en la versió semi-escenificada a The Proms al Royal Albert Hall l'agost de 2016.

## Rols
| Rol                                                           | Tipus de veu | Estrena repartiment, 18 de desembre de 1926 (Director: František Neumann) |
| ------------------------------------------------------------- | ------------ | ------------------------------------------------------------------------- |
| Emilia Marty, antigament Elina Makropulos, una cantant famosa | soprano      | Alexandra Čvanová                                                         |
| Albert Gregor                                                 | tenor        | Emil Olšovský                                                             |
| Dr Kolenatý, advocat                                          | baix-baríton | Ferdinand Pour                                                            |
| Vítek, secretari de Kolenatý                                  | tenor        | Valentin Šindler                                                          |
| Kristina, la seva filla, una jove cantant                     | soprano      | Jožka Mattesová                                                           |
| Baró Jaroslav Prus                                            | baríton      | Zdeněk Otava                                                              |
| Janek, el seu fill                                            | tenor        | Antonín Pelc                                                              |
| el comte Hauk-Šendorf                                         | tenor        | Václav Šindler                                                            |
| Tècnic d'escena                                               | baríton      | Jaroslav Čihák                                                            |
| Dona de la neteja                                             | alt          | Jelena Ježičová                                                           |
| Hotel Maid                                                    | alt          |                                                                           |
| Cor masculin fora de l'escenari                               |              |                                                                           |

## Argument

### Antecedents

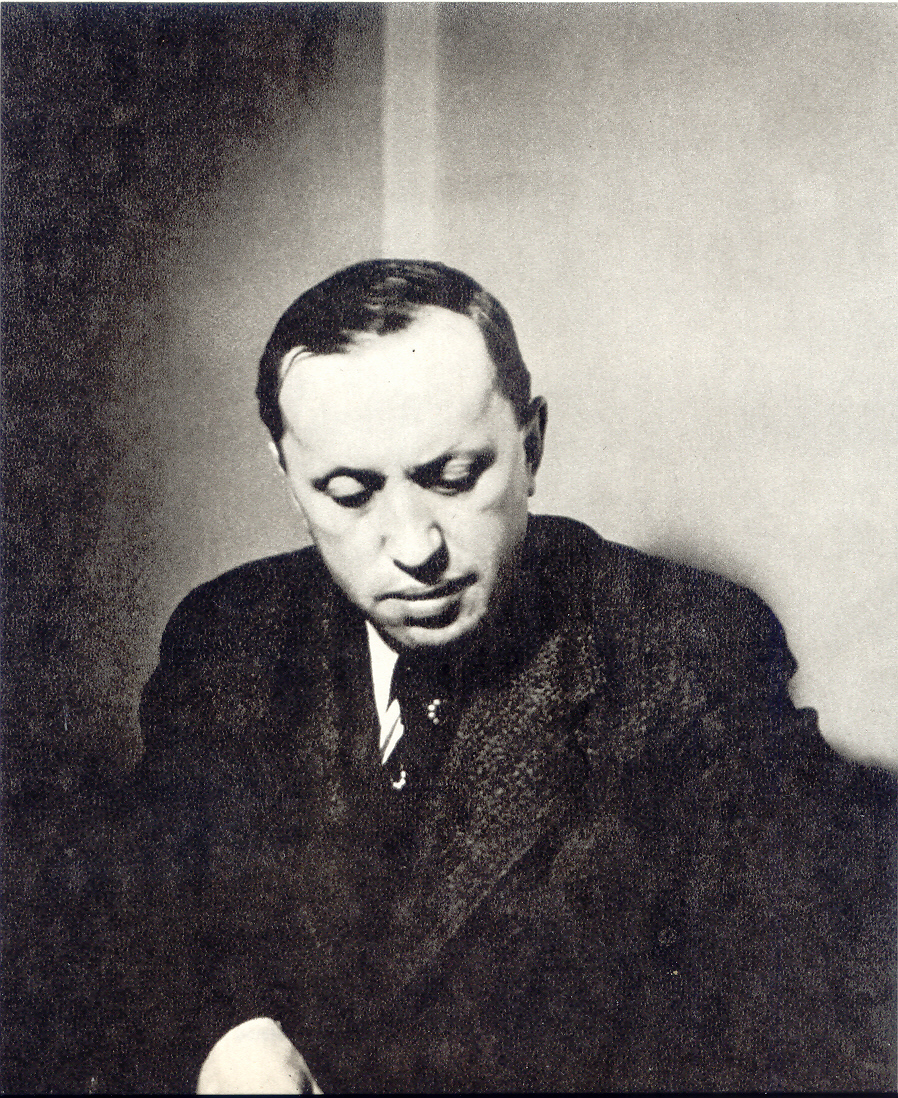
Karel Čapek, autor de l'obra homònima en la què es basa l'òpera

L'òpera es basa en la cerca per part de la protagonista del secret d'una fórmula alquímica. Com s'explicarà en l'Acte III, la poció pot allargar la vida d'una persona al voltant d'uns 300 anys. Emilia Marty, cantant de l'Òpera de Viena, ja la va usar: l'any 1922, època en què està ambientada l'òpera, té 337 anys. Durant uns tres segles ha assumit diverses identitats, per exemple Eugenia Montez, Ekaterina Myshkin i Elian McGregor, amb l'objectiu d'amagar la seua extraordinària edat. Originalment, el seu nom era Elina Makropoulos, filla de l'alquimista Hieronymus, que va viure a Praga a les acaballes del segle xvi, en la cort de l'Emperador Rodolf II. Rodolf va encomanar a Hieronymus la tasca de preparar una poció que pogués allargar la seua vida durant tres segles, i li va ordenar que la provés amb la seua filla Elina. Elina va caure en coma, i Hieronymus va ser empresonat. Però una setmana després Elina es va aixecar i va fugir amb la fórmula, començant una nova i itinerant vida. Va viatjar arreu del món i va esdevenir una de les millors cantants de tots els temps. Malauradament, el seu secret li impedia lliurar-se als vertaders sentiments amorosos cap a qualsevol: va haver de deixar nombrosos marits, amants i fills.
Finalment Emilia-Elina va tornar a Praga, perquè havia sentit que la rica família Prus i la família Gregor, de classe mitjana, havien estat enfrontades en un litigi judicial durant almenys un segle. Albert Gregor reivindicava que el seu ancestre, Ferdinand va ser designat hereu d'una part de la fortuna del baró Joseph Ferdinand Prus, a la mort d'aquest l'any 1827, mentre que la família Prus no reconeix aquest fet. Elina, que també havia sigut Elian McGregor, mare de Ferdinand Gregor i també amant del baró Prus, pot proveir als Gregor i al seu advocat Kolenatý d'informació concloent per al cas. Ferdinand Gregor era fill il·legítim de Joseph Ferdinand Prus i Elian McGregor i un testament a favor seu es conserva encara entre els documents del baró Jaroslav Prus. En realitat, Emilia Marty no està interessada en la demanda dels Gregor. Vol recuperar la fórmula de la poció, que va lliurar al seu amant Joseph Ferdinand Prus, i que des de llavors està arxivada junt amb els documents de la família. Amb la fórmula, vol assegurar-se 300 anys més de vida i de joventut.

### Acte I
Al despatx de l'advocat Kolenatý, que proporciona una detallada descripció del cas, arriba Emilia oferint la seua preciosa informació. Mentre Kolenatý es troba a la mansió Prus tractant de recuperar el testament, l'encís d'Emilia comença a fer efecte sobre Gregor. Gregor s'enamora dEmilia, però és fredament rebutjat per ella, que es mostra avorrida i indiferent. Tot i això, intenta esbrinar què sap Gregor de la fórmula. Finalment, quan torna Kolenatý, s'assabenta a través d'ell que la fórmula encara es troba entre els papers dels Prus.

### Acte II
L'endemà d'una interpretació extraordinària amb Emilia com protagonista, aquesta es troba en l'edifici de l'Òpera rebent als seus admiradors, als quals tracta amb una cruel duresa. A Gregor, Kristina i Vítek s'afegeix Janek, el fill de Jaroslav Prus i el vell i decrèpit comte Hauk-Šendorf. Aquest últim reconeix en Emilia a Eugenia Montez, una dona gitana amb la qual havia tingut un afer a Andalusia feia mig segle. Finalment arriba Jaroslav Prus. Aquest no pot entendre l'interès d'Emilia per la seua família i l'inexplicable paper que juga en el cas Gregor. Pressiona cada vegada més a la cantant. Alhora, ella intenta comprar-li la fórmula, i aquest finalment accepta donar-li-la a canvi d'una nit d'amor.

### Acte III
A l'habitació de l'hotel on Emilia i Prus han passat la nit arriba la tràgica notícia del suïcidi de Janek Prus. Enfront del dolor de Jaroslav Prus, Emilia reacciona amb absoluta indiferència. Prus, gairebé no té temps d'expressar el seu desdeny envers la reacció d'Emilia, perquè arriben Gregor, Kolenatý i el comte. Kolenatý i el seu client volen denunciar Emilia per frau a causa de les estranyes i inexplicables contradiccions de la seua història. Emilia, pressionada, decideix contar la veritat: ella va ser Elian, Elina i moltes altres. Ells la creuen només quan els primers signes de l'edat comencen a manifestar-se en el seu rostre, perquè l'efecte de la poció comença a esvanir-se. Emilia decideix no beure de nou la poció i lliurar-se a la mort, en adonar-se que l'eterna joventut només és font de dolor i apatia. Només una vida curta pot ser veritablement feliç. Lliura a Kristina el preciós document. Emilia finalment mor, mentre és cremat el document que conté «el secret Makropoulos».

## Discografia
- Zdenka Hrnčířová (Emilia), Beno Blachut (Gregor), Rudolf Asmus (Kolenatý), Milada Musilová (Kristina), Theodor Srubar (Jaroslav Prus), Rudolf Vonásek (Janek); Cor i Orquestra del Teatre Nacional de Praga, Jaroslav Vogel (director); 1959, Supraphon (LP).
- Libuse Prylova (Emilia), Ivo Zidek (Gregor), Karel Berman (Kolenatý), Rudolf Vonasek (Vítek), Helena Tattermuschová (Kristina), Premysl Kocí (Jaroslav Prus), Viktor Koci (Janek), Milan Karpisek (Hauk-Šendorf), Jiri Joran (Stage Technician), Slavka Prochazkova (Dona de la neteja), Milada Musilová (Donzella); Cor i Orquestra del Teatre Nacional de Praga, Bohumil Grégor (director); 1966, Supraphon (LP i CD).
- Marie Collier (Emilia), Gregory Dempsey (Gregor), Eric Shilling (Kolenatý), Francis Egerton (Vítek), Barbara Walker (Kristina), Raimund Herincx (Jaroslav Prus), David Hillman (Janek), Emile Belcourt (Hauk-Šendorf), Tom McDonnell (Tecnic d'escena), Edith Coates (Dona de la neteja), Donna Faye Carr (Donzella); Cor i Orquestra del Sadler's Wells Opera, Charles Mackerras (director); 1971, Oriel Music Society (CD). En anglès.
- Anja Silja (Emilia), William Lewis (Gregor), Joshua Hecht (Kolenatý), Raymond Manton (Vítek), Pamela South (Kristina), Geraint Evans (Jaroslav Prus), Neil Rosenheim (Janek), Paul Crook (Hauk-Šendorf), John Davies (Tècnic d'escena), Gwendolyn Jones (Dona de la neteja), Shirley Lee Harned (Donzella); Cor i Orquestra de l'Òpera de San Francisco, Christoph von Dohnányi (director); 1976, enregistrament en viu. CD-ROM. En anglès.
- Elisabeth Söderström (Emilia), Peter Dvorsky (Gregor), Dalibor Jedlicka (Kolenaty), Vladimir Krejcík (Vitek), Anna Czakova (Kristina), Václav Vitek (Jaroslav Prus), Zdenek Svehla (Janek), Beno Blachut (Hauk-Šendorf), Jiri Joran (Tècnic d'escena), Ivana Mixová (Dona de la neteja), Blanka Vitkova (Donzella); Òpera Estatal de Viena, Orquestra Filharmònica de Viena, Charles Mackerras (director); 1978, Decca (LP, MC i CD).
- Jessye Norman (Emilia), Graham Clark (Gregor), Donald McIntyre (Kolenatý), Ronald Naldi (Vítek), Marie Plette (Kristina), Håkan Hagegård (Jaroslav Prus), William Burden (Janek), Anthony Laciura (Hauk-Šendorf), Ara Berberian (Tècnic d'escena), Stephanie Blythe (Dona de la neteja), Michelle DeYoung (Donzella), Cor i Orquestra de la Metropolitan Opera, David Robertson (director); 1996, Oriel Music Society (CD). Performed in English.[17]

## Filmografia
- Stephanie Sundine (Emilia), Graham Clark (Gregor), Robert Orth (Kolenatý), Richard Margison (Vítek), Kathleen Brett (Kristina), Cornelius Opthof (Jaroslav Prus), Benoit Boutet (Janek), Gary Rideout (Hauk-Šendorf); Berislav Klobucar (director), Lotfi Mansouri (director d'escena); Canadian Opera Company, Brian Large (realitzador), 1989, Pickwick Video (VHS).
- Anja Silja (Emilia), Kim Begley (Gregor), Andrew Shore (Kolenatý), Anthony Roden (Vítek), Manuela Kriscak (Kristina), Victor Braun (Jaroslav Prus), Christopher Ventris (Janek), Robert Tear (Hauk-Šendorf), Henry Waddington (Tècnic d'escena), Menai Davies (Dona de la neteja), Susan Gorton (Donzella); Orquestra Filharmònica de Londres, Andrew Davis (director), Nikolaus Lehnhoff (director d'escena); Festival d'Òpera de Glyndebourne, Brian Large (realitzador), 1995, Warner Music Vision (VHS i DVD).